# Hermann von Wachtendonk

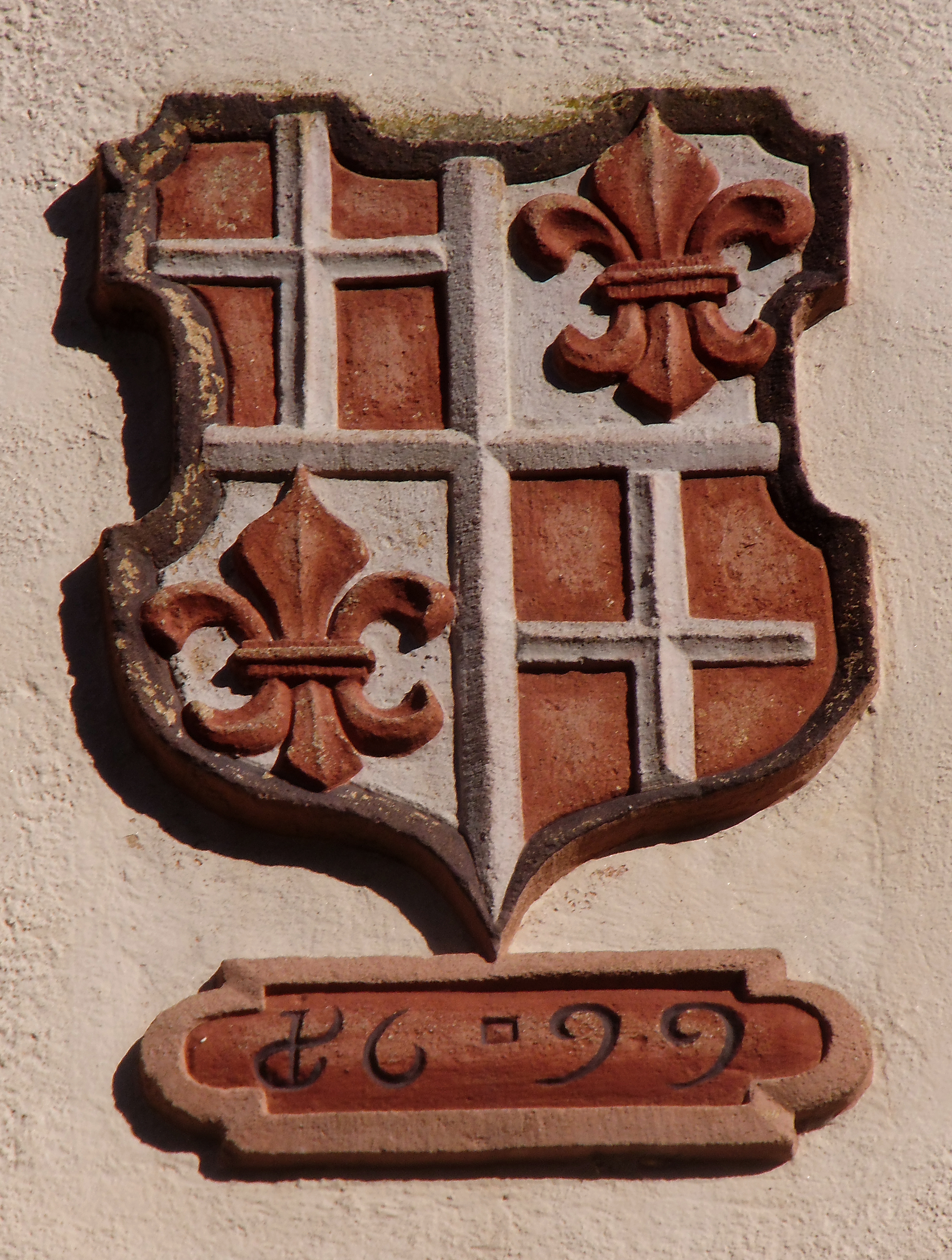
Wappen des Hermann von Wachtendonck am Schloss in Heitersheim mit Jahreszahl

Hermann von Wachtendonk († 16. Juni 1704 in Kleve) war von 1683 bis 1704 Großprior von Deutschland des Johanniterordens und Reichsfürst von Heitersheim.

## Leben und Karriere
Hermann von Wachtendonk wurde als Sohn des Arnold Freiherr von Wachtendonk und seiner Frau Anna von Nesselrode zum Stein geboren; das Geburtsjahr ist nicht bekannt. Der ursprüngliche Stammsitz des alten niederrheinischen Adelsgeschlechts derer von Wachtendonk war die 1603 zerstörte Burg Wachtendonk im Herzogtum Geldern. Am 15. Februar 1660 trat er in den Johanniterorden ein. Er wurde zeitweise mit der Leitung der Erziehung des späteren pfälzischen Kurfürsten Johann Wilhelm beauftragt.
Bereits 1672 wurde das Anrecht, die niederländischen Kommenden Arnheim und Nimwegen wieder zu erlangen von Gottfried Droste zu Vischering auf Hermann von Wachtendonk übertragen. Allerdings gelang es auch ihm nicht, diese von den Niederlanden konfiszierten Kommenden für den Johanniterorden zu restituieren. 1674 erhielt er die Kommenden Hemmendorf und Rexingen, die er bis Januar 1683 behielt. Nach einer kurzen Zeit als Großbailli (29. November 1682 bis 16. Januar 1683) und Kommendator der Kommende Leuggern wurde er am 16. Januar 1683 zum Großprior des Johanniterordens in Deutschland gewählt. Er erhielt dazu fünf priorale Kommenden: Utrecht, Köln, Heimbach, Bubikon und Freiburg i. Br. Er resignierte zuvor sein Amt als Großbailli und das Amt als Kommendator der Johanniterkommende Leuggern.
Im selben Jahr ernannte ihn der Großmeister Gregorio Carafa zum Titular-Kommendator der von den Niederlanden konfiszierten Kommenden in Arnheim und Nimwegen. Der Großmeister verknüpfte wohl damit die Hoffnung, dass Hermann von Wachtendonk als Reichsfürst diese Kommenden für den Johanniterorden wieder erlangen könnte. Hermann von Wachtendonk starb am 16. Juni 1704 in Kleve im Haus seines Bruders. Hermann Adrian von Wachtendonk war sein Neffe und der spätere kurpfälzische Minister Hermann Arnold von Wachtendonk sein Großneffe.

## Wappen

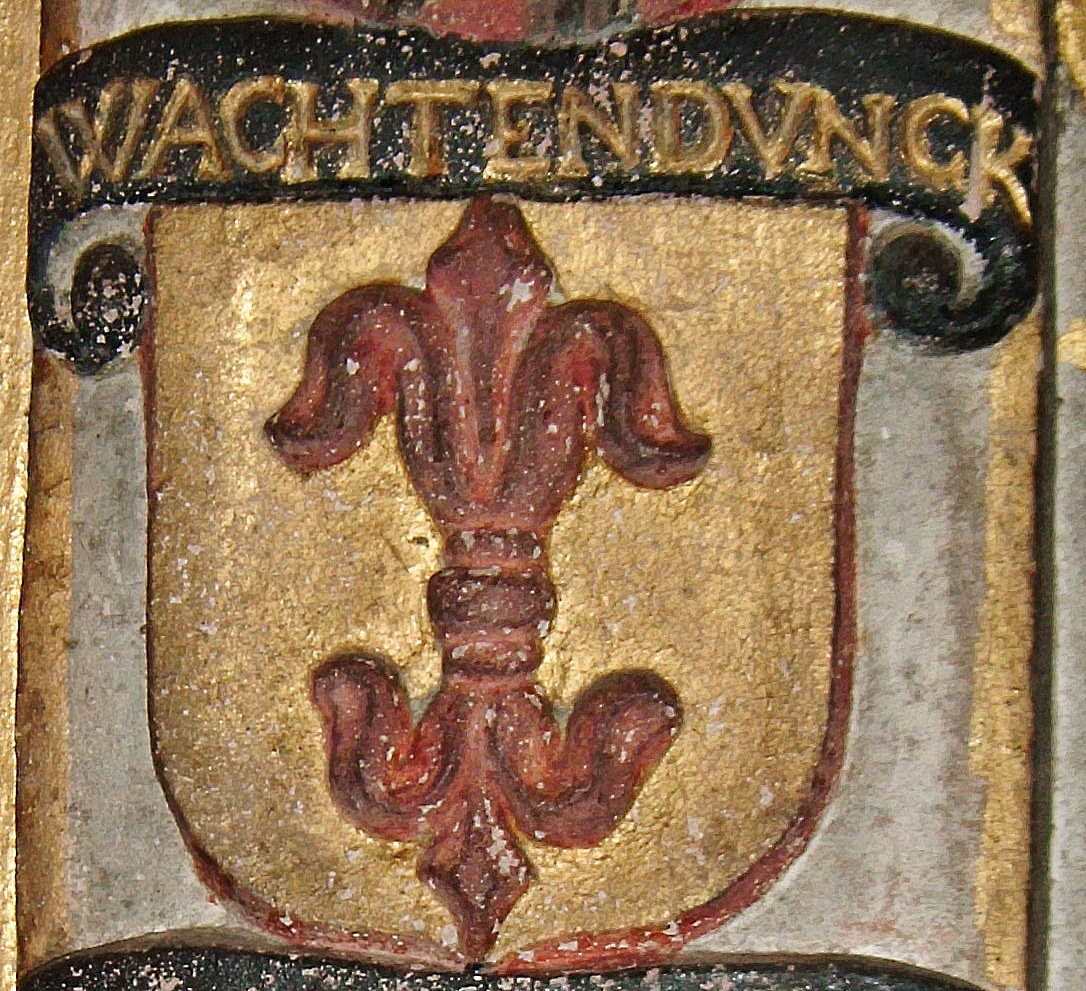
Wappen derer von Wachtendonk

„Das Wappen von Hermann II. von Wachtendonk ist geviert, Feld 1 und 4: in Rot ein durchgehendes silbernes Kreuz (Johanniter), Feld 2 und 3: eine rote Lilie.“ Das Wappen der Familie war die in Feld 2 und 3 gezeigte rote Lilie.